# Liste der Kulturdenkmäler in Heckenbach
In der Liste der Kulturdenkmäler in Heckenbach sind alle Kulturdenkmäler der rheinland-pfälzischen Ortsgemeinde Heckenbach mit den Ortsteilen Blasweiler, Niederheckenbach und Oberheckenbach aufgeführt. In den Ortsteilen Beilstein, Cassel, Frankenau, Fronrath und Watzel sind keine Kulturdenkmäler ausgewiesen. Grundlage ist die Denkmalliste des Landes Rheinland-Pfalz (Stand: 12. Juni 2023).

## Einzeldenkmäler
| Bezeichnung                                     | Lage                                                        | Baujahr                 | Beschreibung                                                                    | Bild                           |
| ----------------------------------------------- | ----------------------------------------------------------- | ----------------------- | ------------------------------------------------------------------------------- | ------------------------------ |
| Katholische Kirche St. Margareta                | Blasweiler, Mühlenweg, Hauptstraße Lage                     | um 1300                 | Saalbau, um 1300; Gesamtanlage mit Friedhof                                     | weitere Bilder Fotos hochladen |
| Grabkreuze                                      | Blasweiler, Mühlenweg, auf dem Friedhof Lage                | 16. bis 19. Jahrhundert | acht Grabkreuze, 16. bis 18. Jahrhundert, drei Gusseisenkreuze, 19. Jahrhundert | Fotos hochladen                |
| Wegekreuz                                       | Blasweiler, am Ortsausgang Lage                             | 1747                    | Wegekreuz, Nischentyp, bezeichnet 1747                                          | weitere Bilder Fotos hochladen |
| Wegekreuz                                       | Blasweiler, am Ortsausgang Lage                             | 1771                    | Wegekreuz, Nischentyp, bezeichnet 1771                                          | BW                             |
| Katholische Kirche St. Pankratius und Margarita | Niederheckenbach, Kirchweg 2 Lage                           | 1828/29                 | Saalbau, 1828/29; Gesamtanlage mit Friedhof                                     | weitere Bilder Fotos hochladen |
| Grabkreuze                                      | Niederheckenbach, Kirchweg, bei Nr. 2 auf dem Friedhof Lage | 18. Jahrhundert         | Grabkreuze, 18. Jahrhundert; zwei Gusseisenkreuze                               | BW                             |
| Katholische Kapelle St. Michael                 | Oberheckenbach, Kapellenweg Lage                            | 18. Jahrhundert         | Saalbau, 18. Jahrhundert                                                        | weitere Bilder Fotos hochladen |